# Адамов, Арсен Русланович
Арсе́н Русла́нович Ада́мов (род. 20 октября 1999, Нижний Тагил, Свердловская область) — российский футболист, защитник петербургского «Зенита».

## Клубная карьера
Внук работавшего в «Тереке»/«Ахмате» Хайдара Алханова (главный тренер, вице-президент), сын Руслана Адамова (помощник руководителя по безопасности, заместитель генерального директора — руководитель службы безопасности в клубе). Старший брат Беслан (род. 1997) в молодёжной команде клуба в 2014—2017 годах провёл 89 матчей (только три — полностью), забил два гола.
Начинал заниматься футболом вместе с братом в группе на два года старше в секции в Кисловодске, тренер Юрий Анатольевич Вовк. С сезона 2016/17 — игрок молодёжной команды, за которую выступал 5 лет. В чемпионате России дебютировал 30 июля 2020 года в гостевом матче 30-го тура против «Краснодара» (0:4) — отыграл 90 минут, получил жёлтую карточку.
После победы «Зенита» в сезоне 2021/2022 годов стал первым чеченцем, завоевавшим звание чемпиона России по футболу.
Летом 2023 года на правах аренды перешёл в «Оренбург» до конца сезона 2023/2024.
20 июня 2024 года перешёл в грозненский «Ахмат» на правах аренды до конца сезона 2024/2025.

## Карьера в сборной
В сентябре 2021 года впервые был вызван в национальную сборную России на октябрьские матчи. 16 октября 2023 года в товарищеском матче против сборной Кении Адамов дебютировал за сборную (2:2). 15 ноября 2024 года в товарищеском матче против сборной Брунея забил свой первый гол (11:0).

## Достижения

### Командные
«Зенит»
- Чемпион России: 2021/22, 2022/23
- Обладатель Суперкубка России: 2022, 2023